# 卡皮特爾縣 (圖庫曼省)
卡皮特爾縣（西班牙語：Departamento Capital），是阿根廷的縣份，位於該國北部圖庫曼省，首府設於聖米格爾-德圖庫曼，面積90平方公里，2010年人口548,866，該地區的地震活動頻繁和低強度，人口密度每平方公里6,098.51人。